# West Linn
West Linn – miasto w Stanach Zjednoczonych, w stanie Oregon, w hrabstwie Clackamas.